# Samuel (namn)
Mansnamnet Samuel kommer från det hebreiska namnet Schemuel som betyder den av Gud bönhörde eller Gud hör bön. Samuel var en profet i Gamla testamentet.
Namnet ökade kraftigt i popularitet i Sverige på 1980-talet och var något av ett modenamn på 1990-talet.
Den 31 december 2012 fanns det totalt 18 335 personer folkbokförda i Sverige med namnet Samuel, varav 10 552 med det som tilltalsnamn/förstanamn . År 2003 fick 664 pojkar i Sverige namnet, varav 446 fick det som tilltalsnamn/förstanamn. Sam är en smeknamsform av namnet.
Namnsdag: i Sverige 1 september. I den finlandssvenska namnsdagslängden har Samuel namnsdag 20 augusti sedan starten 1929, då en egen namnsdagskalender togs i bruk för finlandssvenskar. Från 1973 finns också parallellformen Sam i den finlandssvenska namnsdagskalendern.

## Personer med namnet Samuel
- Samuel (biblisk person)
- Samuel Agnon
- Sammy Adams
- Sam Ask
- Samuel Barber
- Samuel Beckett
- Samuel Chydenius
- Samuel Clason
- Samuel Coleridge-Taylor
- Samuel Colt
- Samuel Columbus
- Samuel Daniel
- Samuel Doe
- Samuel Elers-Svensson
- Samuel Eto'o
- Samuel Fröler
- Samuel Goldwyn
- Samuel Goudsmit
- Samuel Grubbe
- Samuel W. Hale
- Samuel Haus
- Samuel Hedborn
- Samuel G. Hilborn
- Samuel Holmén
- Samuel Hood, 1:e viscount Hood (1724–1816), brittisk amiral
- Sir Samuel Hood, 1:e baronet (1762–1814), brittisk amiral
- Samuel Jones
- Samuel Klingenstierna
- Samuel L. Jackson
- Samuel Ljungblahd
- Samuel K. McConnell
- Samuel Morse
- Samuel Norrby
- Samuel Owen
- Samuel Pepys
- Samuel Påhlsson
- Samuel Richardson
- Samuel Schmid
- Samuel Tetteh, ghanansk fotbollsspelare
- Samuel Olof Tilas
- Samuel J. Tilden
- Samuel C.C. Ting, amerikansk fysiker och nobelpristagare
- Samuel von Troil
- Samuel Troilius
- Samuel Ödmann
- Herbert Samuel, 1:e viscount Samuel, brittisk politiker